# Діоко Калуїтука
Діоко Калуїтука (фр. Dioko Kaluyituka, нар. 2 січня 1987, Кіншаса) — футболіст ДР Конго, півзахисник.
Виступав за національну збірну Демократичної Республіки Конго.

## Клубна кар'єра
У дорослому футболі дебютував 2003 року виступами за команду клубу «Віта Клуб», в якій провів три сезони. 
Своєю грою за цю команду привернув увагу представників тренерського штабу клубу «ТП Мазембе», до складу якого приєднався 2007 року. Відіграв за команду з Лубумбаші наступні чотири сезони своєї ігрової кар'єри. З цією командою двічі вигравав Лігу чемпіонів КАФ, а на Клубному чемпіонаті світу 2010 року здобув «Срібний м'яч» турніру.
2011 року уклав контракт із саудівським клубом «Аль-Аглі», у складі якого провів наступні чотири роки своєї кар'єри гравця.  У складі джиддського «Аль-Аглі» був одним з головних бомбардирів команди, маючи середню результативність на рівні 0,8 голу за гру першості. За цей період також на умовах оренди грав за катарський «Аль-Харітіят».
2015 року уклав контракт з іншим катарським клубом «Аль-Гарафа», згодом на умовах оренди також грав за місцеві клуби «Лехвія» і «Аль-Муайдар». 2017 року, після завершення контракту, отримав статус вільного агента.

## Виступи за збірну
2004 року дебютував в офіційних матчах у складі національної збірної Демократичної Республіки Конго. Протягом кар'єри у національній команді, яка тривала 10 років, провів у формі головної команди країни 30 матчів, забивши 9 голів.
У складі збірної був учасником Кубка африканських націй 2013 року у ПАР.

## Титули і досягнення

### Командні
- Переможець Ліга чемпіонів КАФ (2):

«ТП Мазембе»: 2009, 2010
- Володар Кубка Еміра Катару (1):

«Ад-Духаїль»: 2016

### Збірні
- Переможець Чемпіонату африканських націй: 2009

### Особисті
- «Срібний м'яч» Клубного чемпіонату світу: 2010